# Новий Олексинець
Нови́й Оле́ксинець — село в Україні, у Лопушненській сільській громаді Кременецького району Тернопільської області. Розташоване на південному заході району.
В Новому Олексинці 503 особи і діючих домоволодінь 122 двори. (2025).

## Історія
Перша писемна згадка — у 1568 році як Андріїв, власність князя Андрія Вишневецького, згадане у зв'язку з наданням населеному пункту так званого локального магдебурзького права та міської печатки (символіку якої мав визначити «дідич», тобто власник поселення).
Містечко Волинського воєводства Андріїв.
Після 1570 року містечко перейменовано на Олексинець.
До 1914 у Новому Олексинці була митниця на російсько-австрійському кордоні, стояла прикордонна застава. Під час Першої світової війни село сильно постраждало від артобстрілу.
На 1936 рік село входило до ґміни Старий Олексинець Кременецького повіту.
12 червня 2020 року, відповідно до розпорядження Кабінету Міністрів України № 724-р «Про визначення адміністративних центрів та затвердження територій територіальних громад Тернопільської області», увійшло до складу Лопушненської сільської громади.
19 липня 2020 року, в результаті адміністративно-територіальної реформи та ліквідації Кременецького (1940-2020) району, село увійшло до складу новоутвореного Кременецького району.

## Населення

### Мова
Розподіл населення за рідною мовою за даними перепису 2001 року:
| Мова       | Кількість | Відсоток |
| ---------- | --------- | -------- |
| українська | 626       | 99.68%   |
| російська  | 2         | 0.32%    |
| Усього     | 628       | 100%     |

## Релігія

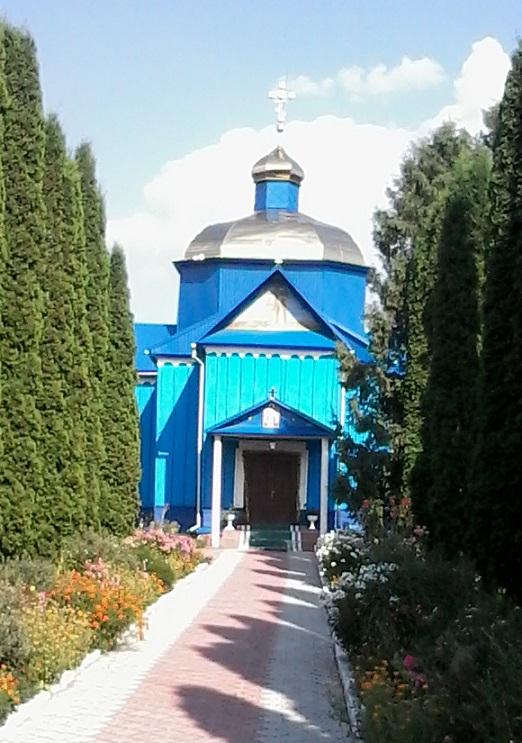
Церква Воздвиження Чесного Хреста

Є дерев'яна церква Воздвиження Чесного Хреста Господнього, збудована 1846 році на фундаменті старої церкви.
Також є Дім молитви і громада Української Церкви Християн Віри Євангельської (УЦХВЄ),

## Соціальна сфера
Діють ЗОШ 1-2 ступенів, клуб, бібліотека, амбулаторія, стоматологічний кабінет, 3 магазини, щочетверга «базарний день»

## Галерея

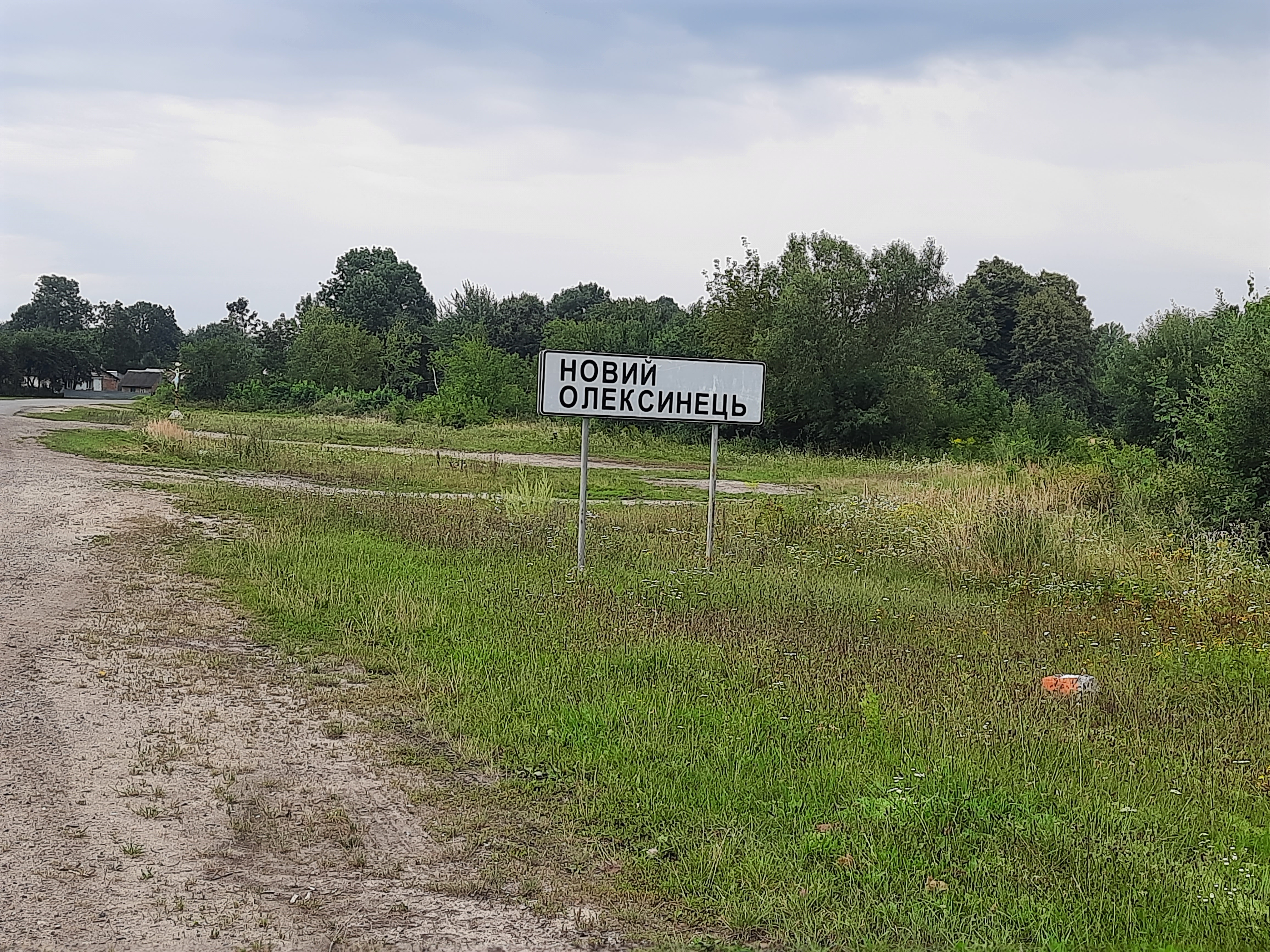
Дорожній знак при в'їзді в село
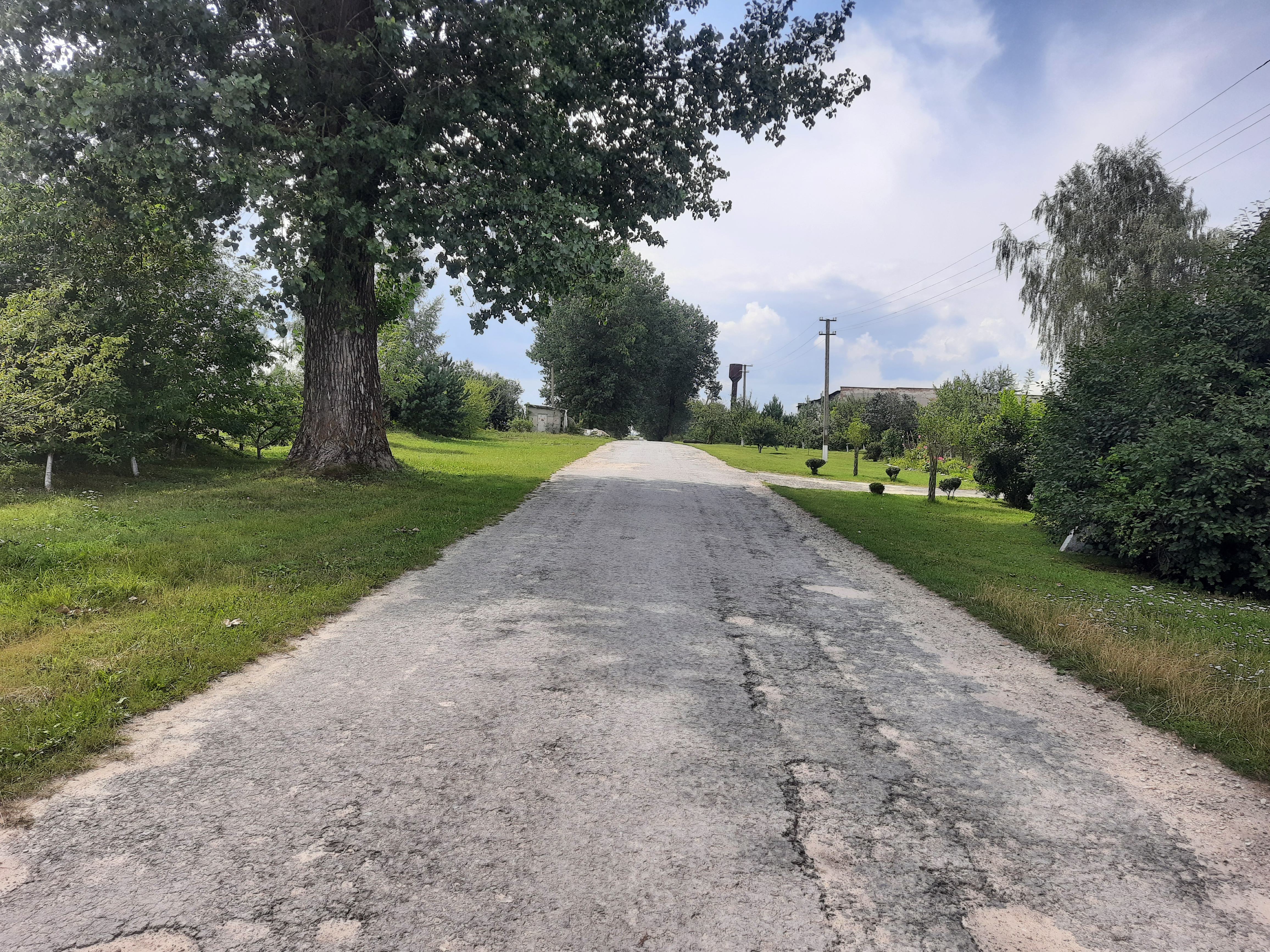
В'їзд у село
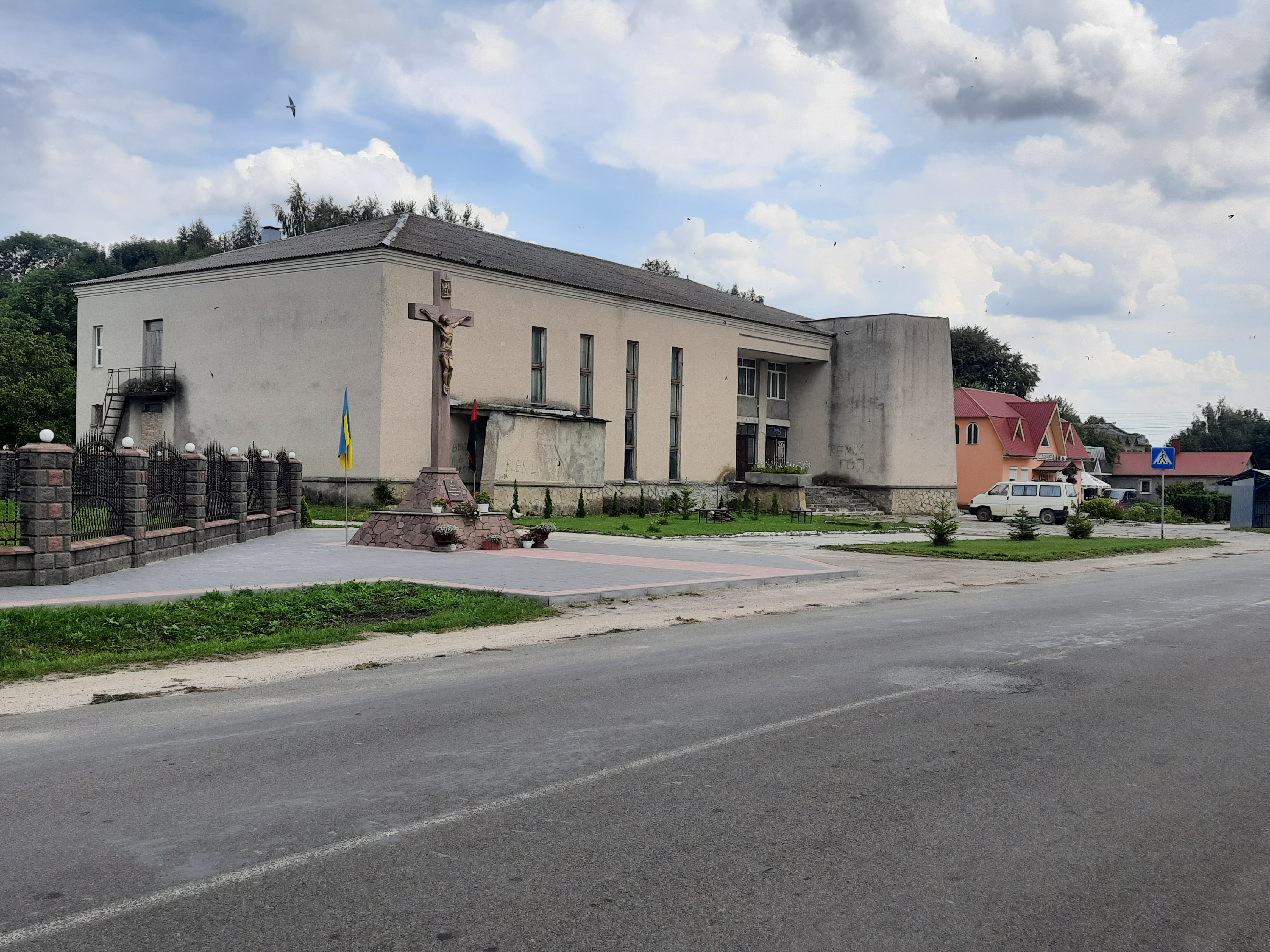
Будинок культури
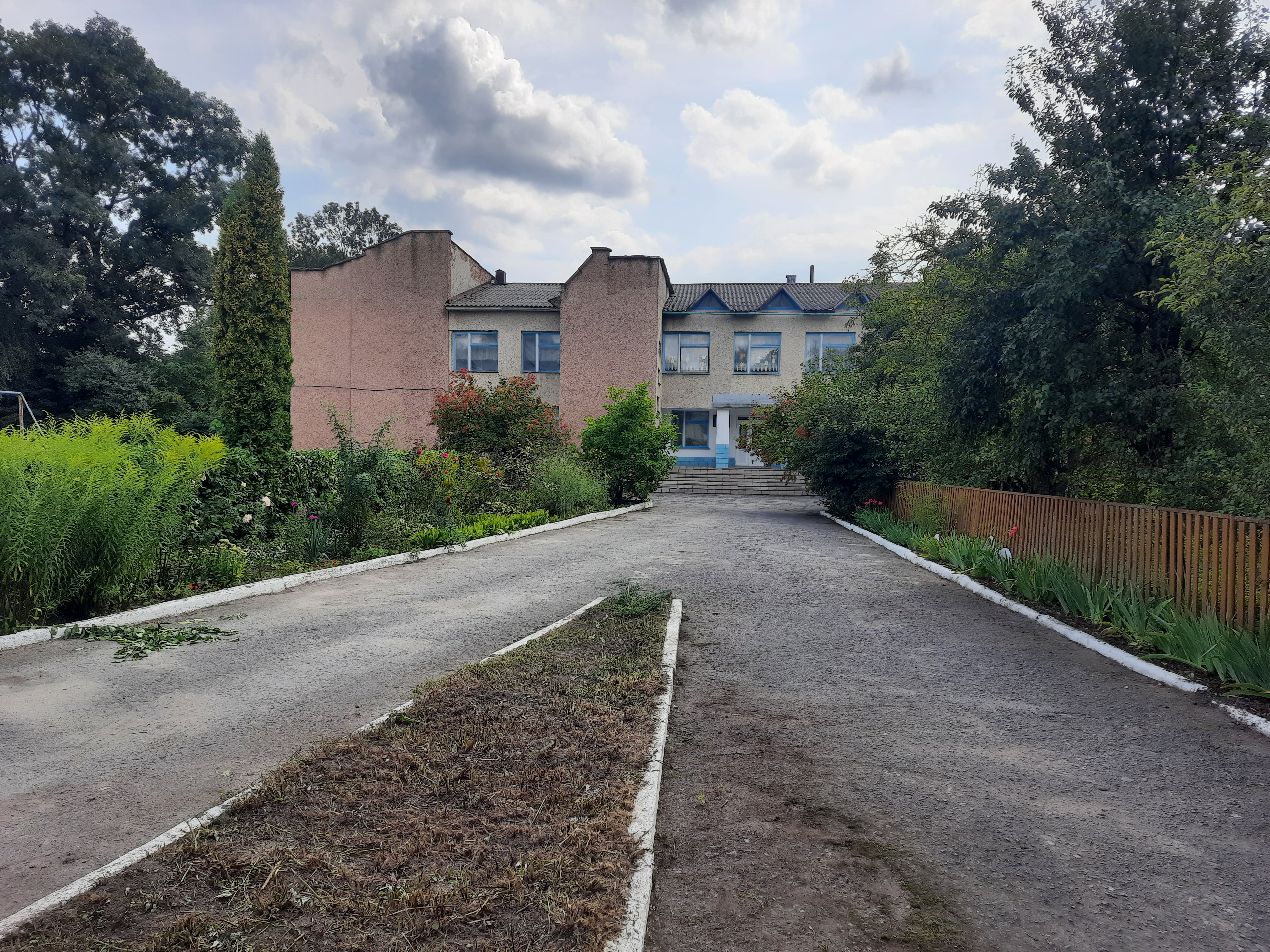
Школа
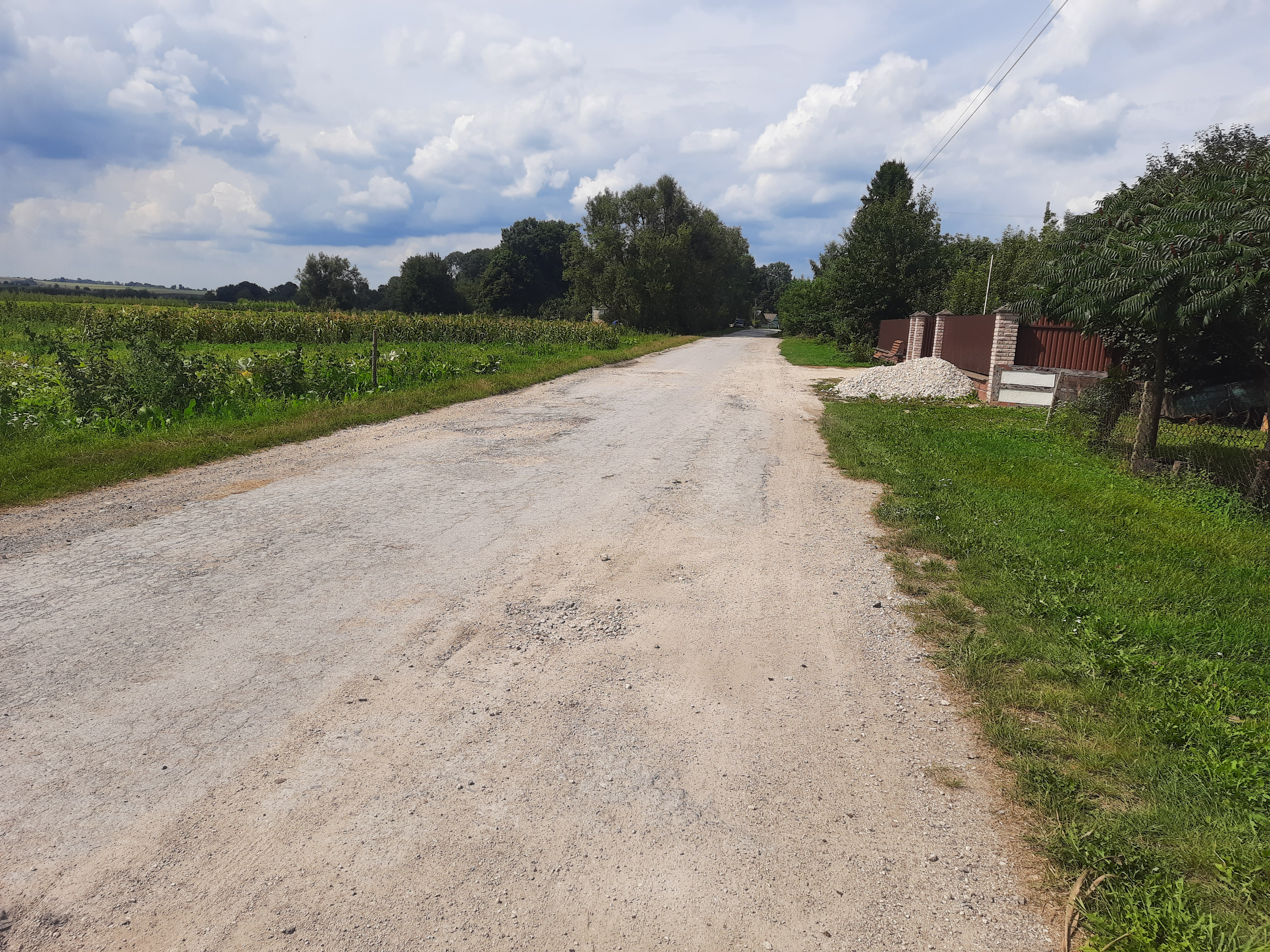
Околиця села
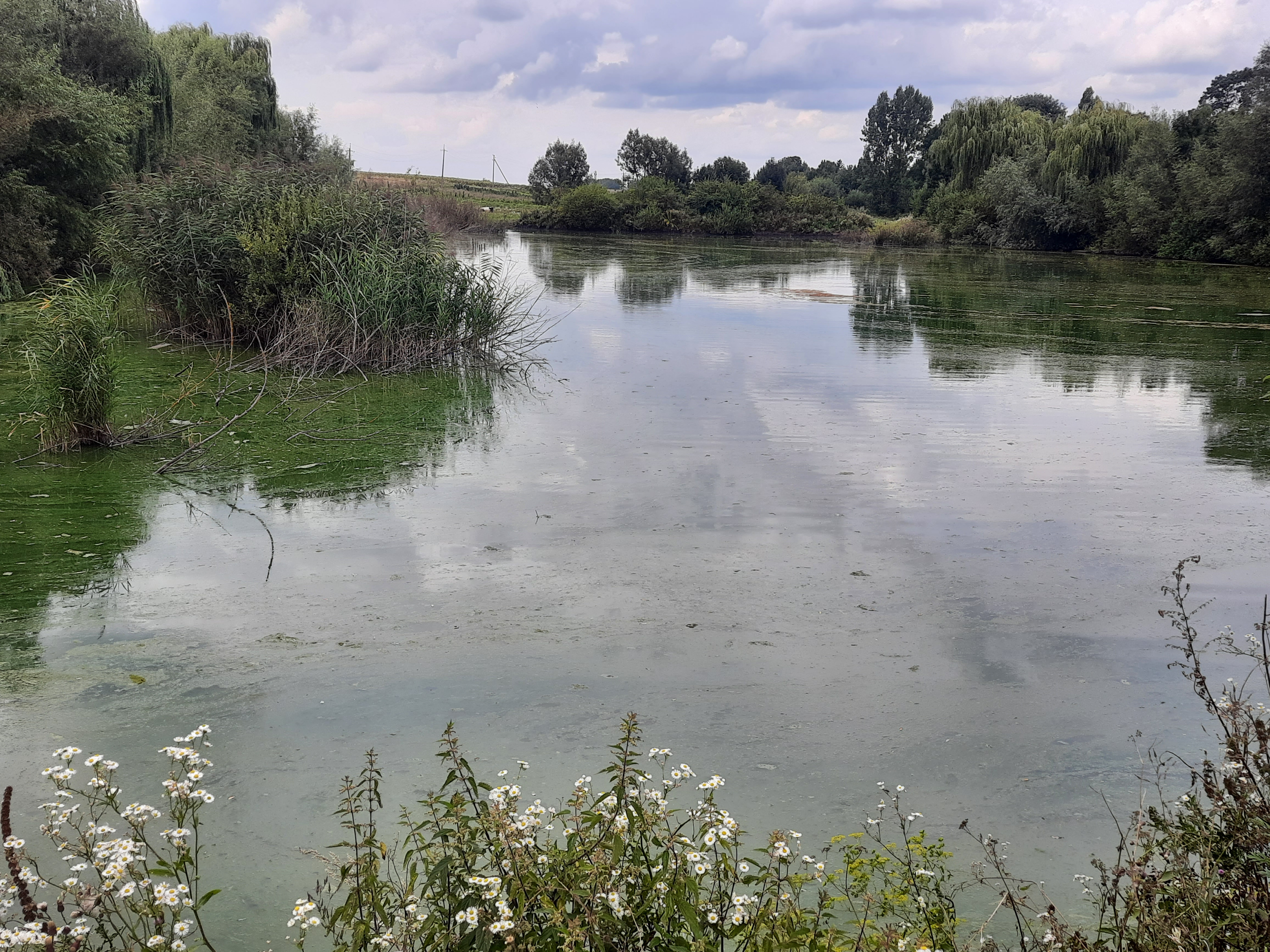
Став біля села